# Breviceps montanus
Breviceps montanus (Power, 1926)
 è una rana della famiglia Brevicipitidae, endemica del Sudafrica.

## Etimologia
Il nome "montanus", a cui fa riferimento la specie, è stato dato in riferimento al luogo della sua scoperta, la Table Mountain

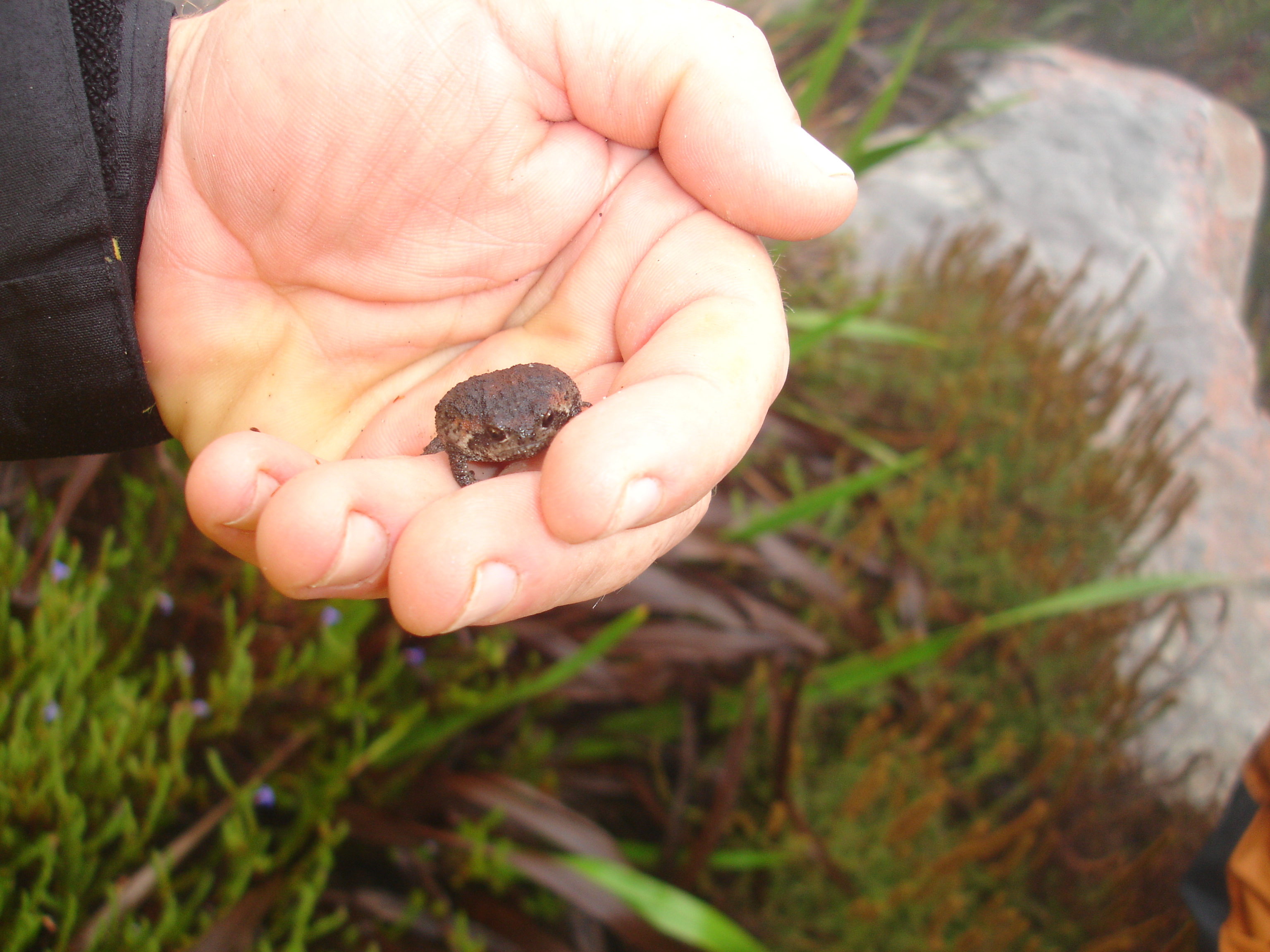
Foto che mostra le dimensioni della rana Breviceps montanus

## Descrizione
L'olotipo della specie, misura 30,5 millimetri. È caratterizzata da un dorso grigio scuro con macchie brune, mentre la superficie ventrale e i lati sono color ocra scuro.

## Distribuzione e habitat
Questa specie è endemica della provincia del Capo Occidentale in Sudafrica. Vive fino ai 1.600 m di altitudine sulla Table Mountain.